# Viviana Gorbato
Viviana Gorbato (Buenos Aires, 26 de octubre de 1950 - Buenos Aires, 10 de mayo de 2005) fue una periodista, escritora y profesora universitaria argentina.
Nació en Buenos Aires en una familia judía.
Cuando era adolescente hizo una revista con sus amigas de la escuela secundaria, formó un grupo de teatro, y ganó un concurso literario por un libro de relatos que nunca publicó.
Se graduó de profesora de Literatura en la Facultad de Filosofía y Letras de la UBA (Universidad de Buenos Aires).
Obtuvo un General Certificate of Education (certificado general de educación) en la Universidad de Londres. En sus primeros años trabajó como redactora publicitaria.
Trabajó como profesora de literatura hasta 1984. Cuando el periodista Jacobo Timerman (1923-1999) asumió la conducción del diario La Razón, ella le escribió pidiéndole que le permitiera trabajar con él en su medio. Tímerman la contrató.
Después trabajó de redactora en el semanario El Periodista de Buenos Aires, y publicaba notas y colaboraciones en los diarios Clarín y Página/12.
Fue directora creativa de la agencia Benton & Bowles.
Ejerció la docencia sobre métodos de investigación periodística en la Universidad de Belgrano y en la UBA.
En Fruta prohibida (2000) recorrió los circuitos de encuentro de los homosexuales, y recibió elogios y críticas; hubo quien cuestionó el libro comparándolo con «un paseo por el zoológico».
Para escribir La Argentina embrujada... el supermercadismo espiritual de los ricos y famosos (1996) se infiltró en la secta Escuela de Yoga de Buenos Aires con la excusa de escribir un libro a favor del líder, Juan Percowich.
El libro trató sobre mentalistas y gurúes y su influjo sobre figuras de la política y el espectáculo. Fue momentáneamente prohibido por un juez ante la demanda de una directiva de una escuela de yoga que aparecía fotografiada.
Cuando el libro empezó a ser vendido en toda la Argentina, el juez porteño Luis Alberto Dupou prohibió a la editorial Atlántida su distribución. Días después, Gorbato participó en el programa Almorzando con Mirtha Legrand, donde expuso el problema de las sectas destructivas en Argentina. A raíz de estas declaraciones, después debatió con Claudio María Domínguez ―seguidor de Sai Baba y Maestro Amor― en un programa de espectáculos.

Escribí ese libro para prevenir a incautos sobre el fraude y la estafa. Yo digo que es un manual de autodefensa. Chesterton decía: «Cuando el hombre deja de creer en Dios, empieza a creer en todo».
Viviana Gorbato

Fue profesora titular de la carrera de Ciencias de la Comunicación en la Universidad de Buenos Aires. Dirigió una investigación sobre la influencia de los medios de comunicación masiva en la formación de modelos de aprendizaje en los niños.
Becada por la Fundación Chagas, investigó sobre la sexualidad y el poder en la Argentina.
Fue profesora titular de la materia Métodos y Técnicas de la Investigación Periodística en la carrera de Periodismo de la Universidad de Belgrano.
Sus trabajos periodísticos recibieron premios nacionales e internacionales.
Desde 2004, Gorbato dirigía el programa de radio Generaciones en conflicto, en Radio Cooperativa (Buenos Aires), junto con los periodistas Bruno Gerondi y Gabriel Zicolillo.
Estaba preparando una «biografía no autorizada» del presidente Néstor Kirchner.
El 10 de mayo de 2005 sufrió una «descompensación grave» en su departamento en el centro de la ciudad de Buenos Aires. Fue asistida por paramédicos del SAME, pero falleció después de las 9 de la mañana.
Ese mismo día, un periódico afirmó que «arrastraba una enfermedad» desde hacía tiempo.
En 2011, el escritor y sociólogo Juan José Sebreli (1930-) afirmó en sus memorias que Viviana Gorbato se suicidó.
Está enterrada en el Cementerio Jardín de Paz, en Pilar (provincia de Buenos Aires).

## Libros
- Vandor o Perón (1ª edición). De La Urraca. 1992. ISBN 978-950-9265-24-0.
- Los competidores del diván: el auge de las terapias alternativas en la Argentina (1ª edición). Espasa-Calpe. 1994. ISBN 978-950-852-056-2.
- Amor y sexo en la Argentina - la vida erótica en los '90 (1ª edición). Planeta. 1995. ISBN 978-950-742-683-4. En colaboración con Susana Finkel.
- La Argentina embrujada: el supermercadismo espiritual de los ricos y famosos (1ª edición). Atlántida. 1997. ISBN 978-950-08-1713-4.
- Noche tras noche (1ª edición). Atlántida. 1997. ISBN 978-950-08-1897-1.
- Fruta prohibida (1ª edición). Atlántida. 1999. ISBN 978-950-08-2133-9.
- Montoneros, soldados de Menem. ¿Soldados de Duhalde? (1ª edición). Sudamericana. 1999. ISBN 978-950-07-1636-9. Con prólogo de Jorge Fernández Díaz.
- Vote fama - El strip tease de la clase política argentina (1ª edición). Sudamericana. 2000. ISBN 978-950-07-1884-4.